# Brezový potok
Brezový potok – potok na Słowacji, lewy dopływ potoku Lúžňanka. Wypływa w dwóch blisko siebie położonych lejach źródliskowych na północnych stokach przełęczy Sedlo pod Skalkou. Wyżej położone źródło znajduje się na wysokości około 1460 m. Spływa dolina wciosową w kierunku północno-zachodnim i w zabudowanym obszarze miejscowości Liptovská Lúžna, na wysokości około 760 m uchodzi do Lúžňanki.
Większa część zlewni potoku to porośnięte lasem obszary Niżnych Tatr, tylko w dolnym biegu płynie on przez pola uprawne. Na granicy pól uprawnych i lasu znajduje się tutaj na prawym brzegu potoku pomnik upamiętniający Słowackie Powstanie Narodowe.